# Jochen Rückert

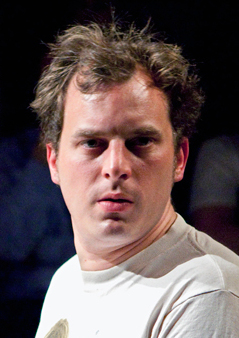
Jochen Rückert mit Root 70 im Alten Pfandhaus Köln, 23. April 2009

Jochen Rückert, meistens  Rueckert buchstabiert (* 13. Mai 1975 in Köln) ist ein ursprünglich deutscher Jazzschlagzeuger mit US-amerikanischer Staatsbürgerschaft und Dauerwahlheimat seit 1995 in New York City.

## Leben und Wirken
Der Bruder des Pianisten Thomas Rückert begann im Alter von sechs Jahren Schlagzeug zu üben. 1996 gewann er mit dem Trio Dreiklang den Blue Note Jazzsearch und die European Jazz Competition bei den Leverkusener Jazztagen mit dem Anke Helfrich Trio. 2000 erhielt er den  Förderpreis des Landes Nordrhein-Westfalen für Musik. Seitdem wirkte er an über 120 Alben mit und arbeitete mit Musikern und Bands zusammen wie dem Marc Copland Trio, Nils Wogram & Root 70, der Kurt Rosenwinkel Group, der Mark Turner Band, dem Melissa Aldana Crash Trio, Sam Yahel Trio, mit Chris Cheek, John Abercrombie, Ignaz Dinné, Matt Penman, Kenny Werner, Dave Liebman, Till Brönner, Joachim Kühn, Anke Helfrich, Bill McHenry, John McNeil, Ron Carter, der WDR und der NDR-Bigband, dem Orquestra Jazz de Matosinhos, Seamus Blake, Guillermo Klein and Los Guachos und auch Madeleine Peyroux.
1993 reiste er erstmals nach New York City, wo er seit 1995 lebt. 1998 veröffentlichte er bei Jazzline sein Debütalbum Introduction (mit Hayden Chisholm, Ben Monder, Kurt Rosenwinkel, Chris Potter und Johannes Weidenmüller). Mit İlhan Erşahin und Juni Booth nahm er im Trio I Led Three Lives das Album Peace Now (2008) auf.
Seit 2011 leitet Rueckert sein eigenes Quartett, für das er komponiert, mit Mark Turner, Lage Lund und Matt Penman. Die Band tourt mehrmals im Jahr. Mit ihr  veröffentlichte er 2011 bei Pirouet Records, Somewhere, Meeting Nobody. 2014 folgte bei Whirlwind Recordings We Make the Rules. Sein Album Charm Offensive erschien 2016 bei Pirouet Records. Zu hören war er auf Miki Yamanakas Album Human Dust Suite (2020). Im folgenden Jahr legte er das Album Stars and Garters vor, entstanden mit Chris Cheek und Brian Charette. Neben seiner Tätigkeit als Jazzmusiker arbeitete Rückert auch mit Rockbands wie Bonnie Lundy und Seems So Bright und auf dem Gebiet der elektronischen Musik mit Marcus Schmickler, Jochen Bohnes und Burnt Friedman zusammen. 2023 legte er das von der Kritik gelobte Album With Best Intentions vor.
Rueckert programmiert, mixt und produziert elektronische Musik unter dem Alias „Wolff Parkinson White“ seit 2005. Seit 2008 veröffentlicht er außerdem eine Serie von E-Büchern mit dem Titel Read the Rueckert, die sein Leben in Form von Fotos in jedem Hotelzimmer und Kurzgeschichten über besonders banale Reisetage und andere Intrigen des reisenden Jazzmusikers dokumentieren.

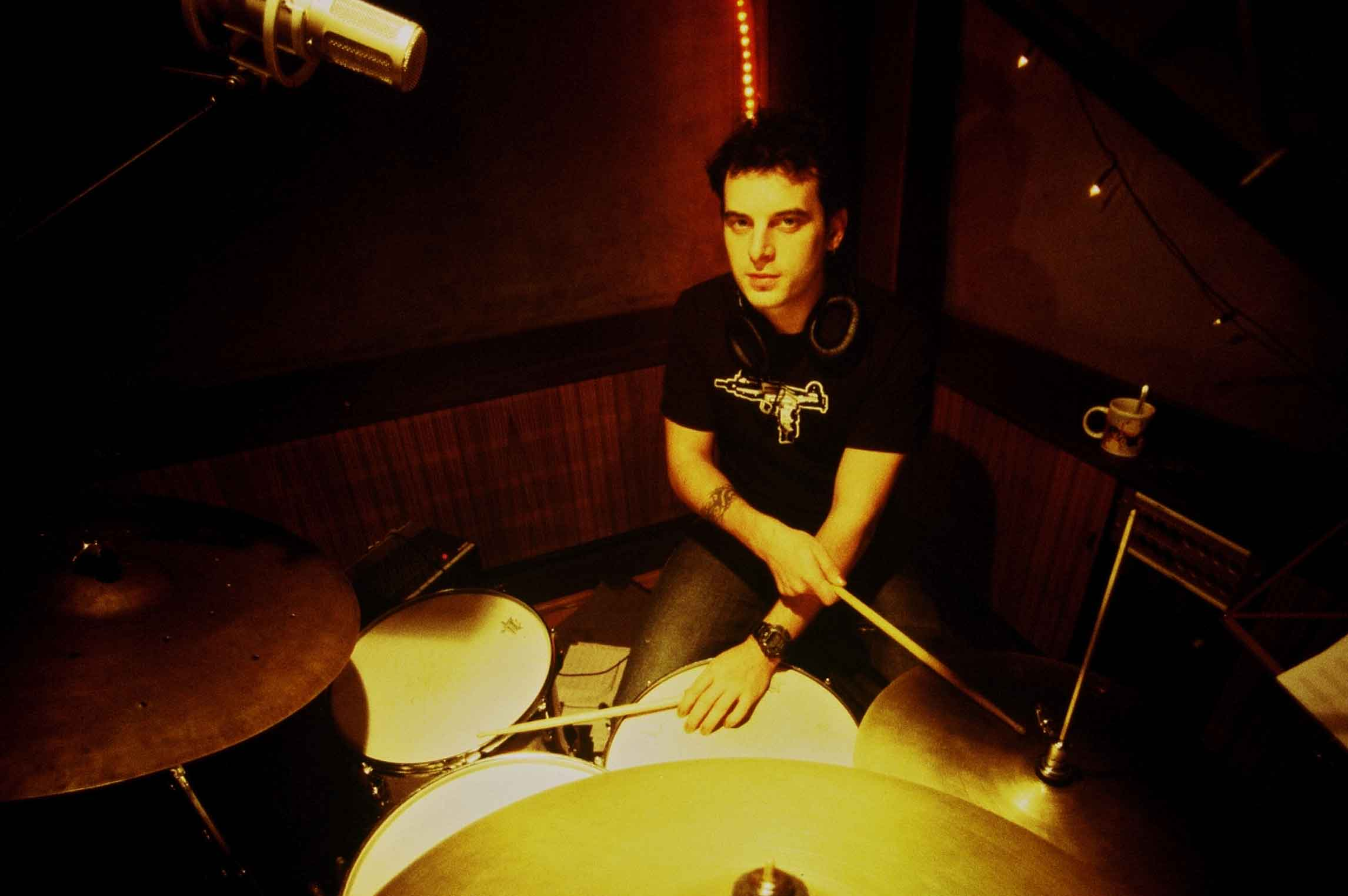
Jochen Rückert im Studio 2005

## Belege
1. ↑  Info beim JazzFacts-Musikerporträt im Deutschlandfunk vom 5. Januar 2017

| Personendaten    | Personendaten                                     |
| ---------------- | ------------------------------------------------- |
| NAME             | Rückert, Jochen                                   |
| ALTERNATIVNAMEN  | Wolff Parkinson White (Pseudonym)                 |
| KURZBESCHREIBUNG | deutsch-amerikanischer Schlagzeuger und Komponist |
| GEBURTSDATUM     | 13. Mai 1975                                      |
| GEBURTSORT       | Köln                                              |